# Phyllospadix scouleri
Phyllospadix scouleri là một loài thực vật có hoa trong họ Zosteraceae. Loài này được Hook. miêu tả khoa học đầu tiên năm 1838.